# IC 748
IC 748 је елиптична галаксија у сазвјежђу Дјевица која се налази на листи објеката дубоког неба у Индекс каталогу.
Деклинација објекта је + 7° 27' 41" а ректасцензија 11h 57m 26,6s. Привидна величина (магнитуда) објекта IC 748 износи 14,4 а фотографска магнитуда 15,4. IC 748 је још познат и под ознакама MCG 1-31-6, CGCG 41-11, ARAK 336, NPM1G +07.0277, IRAS 11548+0744, PGC 37600.